# بولين بوش
ولدت بولين بوش في نيبراسكا، في 22 مايو 1886 ، وقد كانت ممثلة سينمائية شهيرة بالأفلام الصامتة. حصلت بولين على لقب (مادونا الأفلام) ، وتوفيت في 1 نوفمبر 1969 في سان دييغو، كاليفورنيا.

## أفلامها
-الجنس العدو (1924).. ملكة جمال سنايدر
-قناع الحب (1917)..كارلوتا
-الفم-الجسد جاك (1917)
-الرجل الذي أنقذ اليوم (1917)
-الشريف القديم(1917)
-الدعوة الطبيعية (1917)
-الأنتقام المزدوج (1917)
-سر جون بيتس (1917)
-جدار من اللهب (1916)
-الاتهام بالأثبات ( 1916)
-دفع الوارد (1915)
-العبودية (1915)
-شركة ثابته (1915)... نان
-ولى البسيط (1915)
-جيل ميلودى (1915)
-النضال (1915)
-القلب الكريزى (1915)
-عندما يأتى الحب (1915)
-العقل القوى (1915).. الفتاة
-فتاة الهيلز (1915)..كيت غراهام
-الفتيات الغير محبوبات (1915)
-فتاة الليل (1915)...نانسى
-الطحن (1915)..جان تشيسنى
-الرجل وماله (1915)
-خادمة من الميست (1915)..الفتاة
-تكاثر الصحراء(1915)..جيسى
-كل بيغى(1915)..بيجى
-خارج البوابات(1915)..الاخت أورسولا
-حيث تنتهى الغابات(1915)..روز
-هذه هي الحياة (1915)..بولى
-عندما تتحدث الألهة، لعبة بادجر (1915)..وجوقة الفتاة
-خيوط المصير(1915)..زوجته
-مقياس الرجل (1915)..هيلين ماكديرموت
-الفتاة الصغيرة تاون(1915)..روث
-نجوم البحر(1915)..الفتاة فيشر
-خطيئة أولجا برانت (1915)..أولجا برانت
-كل الهروب(1914)..الفتاة
-ليلة من الاثارات(1914)..هازل
-الأسد، الحمل، الرجل(1914) ...أجنيس دوان
-الأضواء والظلال (1914)..الأم/الأبنة
-قصة الحياة(1914)..كارلوتا
-المكافأة الخاصة لفضيلة(1914)..انى برتلان
-بابيس بان (1914)..مريان
-ريشيليو (1914)..جولى دى مورتيمر
-القانون العالي (1914)..السيدة ألين
-كل باونتى(1914)...روث برادون
-في الزنزانة(1914)..فيليب دى انوناى
-امال المكفوفين الزقاق (1914)..بولين
-الغرفة المحرمة(1914)..الأم/الأبنة
-التجارة الغير مشروعة(1914)..ايمى تيت
-مأساة وهيسبرنج جريك (1914)..اليتيم
-نهاية العداء (1914)..يونيو
-الحمل، المرأة، الثعلب (1914)..المرأة
-الأمبيز(1914)..ابنة جون سبنسر
-خطر كارلوتا(1914)..كارلوتا
-الفتنة والوئام(1914)..الفتاة
-تذكر مريم المجدلية(1914)..المرأة
-شرف الخيالية(1914)..ماريا لوكس
-الكذب (1914)..ابنة ماك
-الكلاب البوليسية للشمال(1913)..ابنة أمبيز
-القمر الأحمر، مارجريت (1913)..مارجريت الأحمر
-العودة للحياة(1913).. الزوجة
-المرأة المنسية(1913)..الحبيب
-جواهر النحر(1913)
-الروح لا تهدأ(1913)..الزوجة
-عندما يموت الاتحاد(1913)
-الكنز المخفى(1913)
-المجرمين(1913)..ابنة ينرايت
-على صدى الأغنية (1913)..أرغنيست
-الفخ(1913)..جين
-سيد نفسه(1913)
-جدار من المال(1913)..فكرة الرجل
-المسافرين من الطريق(1913)
-امتنان اندا (1913)
-جاك يقابل صاحب اترلو(1913)
-أستر الأصفر الألغام(1913)
-حصاد اللهب(1913).. مصنع ابنة المالك
-المد والجزر في شؤون الرجال(1913)
-الحيوان(1913)..الزوجة
-واجب الرجل (1913)..الفتاة العمياء
-سر تولسا (1913)
-أجراس مهمة(1913)
-الأنتحار العقلى(1913)..غير صالح
-الإنسان الخطاء(1913)
-اعتصام الحرس(1913)..مارى(زوجة الخفير)
-مسحوق فلاش الموت (1913)..حبيبة بروس
-النساء والحرب (1913)..الفتاة
-الحب والحرب(1913)..الفتاة
-مكافأة الشجاعة (1913)
-القانون الغير مكتوب للغرب(1913)
-روح العلم(1913)..المعلم الأمريكي
-المقعد متمنيا (1913)
-الوئام العظيم(1913)
-ملاك الأخاديد (1913)
-طرق المصير(1913)
-كيوبيد الرميات الطوب(1913)
-زهرة الشرقية(1913)
-العالية والمنخفضة(1913)
-الحب أعمى(1913)
-ولى العهد راعى البقر(1913)
-الرومانسية(1913)
-المرأة تترك وحدها(1913)
-الفضة مطلى البندقية(1913)
-التحف(1913)
-الزوجة الأخرى للرجل(1913)
-اهمال الوحدة(1912)
-فتاة من المانور(1912)
-الاعتراف(1912)..الأبنة
-قوة الحب(1912)
-قلب الجندي(1912)
--نيل من السهوب (1912)
-ضمن الحيوان (1912)
-النبض(1912)
-زوجة السارق(1912)
-التسلل في لومبوك(1912)
-اتصال الرجل(1912)
-المادين والرجل(1912)..المادين
-دعاة الخطب من الجبال(1912)
-أفضل جوائز الرجل(1912)
-البنشر الجديد(1912)
-الوعد(1912)
-الأصلاح من سيرا سميز(1912)
-الوالد المفضل(1912)
-الهيام(1912)
-مصيبة كلامتى ان (1912)
-الأبن البطل(1912)
-الرهان(1912)
-رائد نشاط جيرونيمو (1912)
-الانتقام والفشل(1912)
-فجر العاطفة(1912)
-الغريب في ذئب البرارى(1912)
-الداهن والضعيف(1912)
-ارادة جيمس الدرون(1912)..مارى والدرون
-الغضب والغيور(1912)
-أرض الموت(1912)
-مستعمرة المجرم(1912)
-المتدخلين(1912)
-الحياة والقبلة(1912)
-يمدنى كانيون(1912)
-قذائف الحكايات(1912)..الزوجة
-الحجج الواهية(1912)
-نداء المدى المفتوح(1912)
-الأخ الضعيف(1912)
-من اجل الرجل القوى(1912)
-أقفال كيوبيد(1912)
-براند(1912)
-ثواب فالور(1912)
-خيوط الحياة(1912)
-الكارهين(1912)..الممرضة
-الرجل الحكيم الآخر(1912)
-نهاية العداء(1912)
-المتقاعدين(1912)
-الفتاة الشرقية(1912)
-الاخشاب الطافية(1912)
-الخادمة والرجل(1912)
-الجبان(1912)
-العصب (1912)
-المحرض(1912)
-الأخلاص(1912)
-عرفان الصعلوك(1912)
-الاستثمار السئ(1912)
-بعد المدرسة(1912)
-ربعمائة القطيع(1912)
-أرض بارون سان المحملة(1912)
-المجتمع والفصول(1912)
-الكسب الغير مشروع(1912)
-الحب والليمون(1912)
-المورمون(1912)
-الاعتراضات(1912)
-عندما يلتقى برودواى بالجبال(1912)
-الرهن العقارى (1912)
-مجموعة المخبرين(1912)
-الغش العقارى(1912)
-الدخان الخامس والأربعون(1911) (الغير مؤكد)..الأخت القديمة
-الأخوات والشرف(1911)
-طباع جولى بيل(1911)
-ملكة مزرعة الجنة(1911)
-طريق الغرب(1911)
-كاوبوى الشرقية(1911)
-الشق الأخير(1911)
-المكسيكى(1911)
-لعبة الثلاثة (1911)
-حرب المياه(1911)
-التريل من الأوكالبتوس(1911)
-الجمع بين الزوجتين، اللص والحصان(1911)
-الحارس الوحيد(1911)
-ثلاث بنات الغرب(1911)
-أرض اللصوص
-الحب من الغرب(1911)
-صدأ الشريف(1911)
-السياج الدائرى(1911) ( غير مؤكد)
-أم المزرعة (1911)
-ثلاثة ملايين دولار(1911)
-الكابوى والفنان(1911)
-العلامة التجارية من الخوف (1911)
-تسمم المسايل(1911)
-مزرعة الفتاة(1911)
-الماشية، والذهب، والنفط (1911)
-الجزيرة الغربية(1911)
-الذهب الناسك(1911)
-السماء(1911)
-العروسة، والمغفل (1911)
-اليديشية، وكاوبوى(1911)
-روس في كاوبوى(1911)
-القانون والنظام بالمزرعة(1911)
-مجموعة الساحرة(1911)
-مكافاة 5000 دولار، حيا أو ميتا (1911)
-فرار المزدوجة من مزرعة (1911)
-السيج-الفرشاة(1911)
-ابنة الغنم (1911)
-مزرعة تينور(1911)
-الثعابين والبارود (1911)
-ابنة الحرية(1911)
-جندي القلب(1911)
-العلامة التجارية والرجل السئ (1911) ( غير مؤكد)
-الحلم الغربى(1911)
-تضحية كاوبوى(1911)
-الانتقام من رنتشمان(1911)
-شريف الأسير (1911)
-الأفيون المهربة(1911)
-مجنون الوادى (1911) ( غير مؤكد)
-قصة حب بكاليفورنيا(1911)
-مدرب حظوظ المزرعة (1911)
-الإستراتيجية(1911)
-على يد العم سام (1910)

## الروابط الخارجية
- بولين بوش على موقع IMDb (الإنجليزية)
- بولين بوش على موقع أول موفي (الإنجليزية)
- بولين بوش على موقع قاعدة بيانات الفيلم (الإنجليزية)
- بولين بوش على موقع كينوبويسك (الروسية)

IMBD'de Pauline Bush